# 1068 Nofretete
1068 Nofretete је астероид главног астероидног појаса са средњом удаљеношћу од Сунца која износи 2,909 астрономских јединица (АЈ).
Апсолутна магнитуда астероида је 11,2 а геометријски албедо 0,320.